# Fortaleza da Quibala
A Fortaleza da Quibala (Kibala)) localiza-se no município de Quibala, província de Cuanza-Sul, em Angola. Actualmente encontra-se em ruínas.